# 蘇聯廣播
苏联的广播，和其他媒体一样，由国家所有，并受其严格控制及审查。
在苏联晚期，苏联广播的管理实体为“苏联国家广播电视委员会”（英語：USSR State Committee for Television and Radio Broadcasting，或）。该委员会除管理苏联广播外，还管理苏联电视。
每天都有大量文化、科技节目广播。除了其他目的和任务，正如其他20世纪80年代末期党控媒体一样，无线电广播尝试向全国民众灌输对共产党和苏维埃国家的忠诚与义务。每天政府向全国广播多达70种语言、大约1400小时的节目。主要的广播源来自莫斯科。莫斯科共有8个广播频道，每天向全国各地的听众播放共计180个小时的节目。
但是，政府对无线电广播的控制并不完全。自从第二次世界大战、冷战的开始，政府节目开始与西方世界的广播竞争。西方世界的广播旨在穿越国界，向民众提供它们的宣传，尤其是那些被审查员试图完全禁止的内容。直到1988年，政府一直对美国资助的自由欧洲电台、美国之音、BBC（英国广播公司）、德国之声（Deutsche Welle）、德意志联邦共和国（西德）内部广播部实行无线电干扰。大约有两百万到三百万的民众经常在政府不进行干扰时收听这些广播。